# Бактерицидний опромінювач
Бактерицидний опромінювач (від бактерії та лат. caedo - знищення) — це апарат для знезаражування повітря в приміщеннях (операційних, перев'язочних тощо) і опромінювання різних предметів з метою стерилізації їх. Основним елементом є бактерицидна лампа БУВ (бактерицидна увіолева) або ДБ (дугова бактерицидна).